# 縮減地

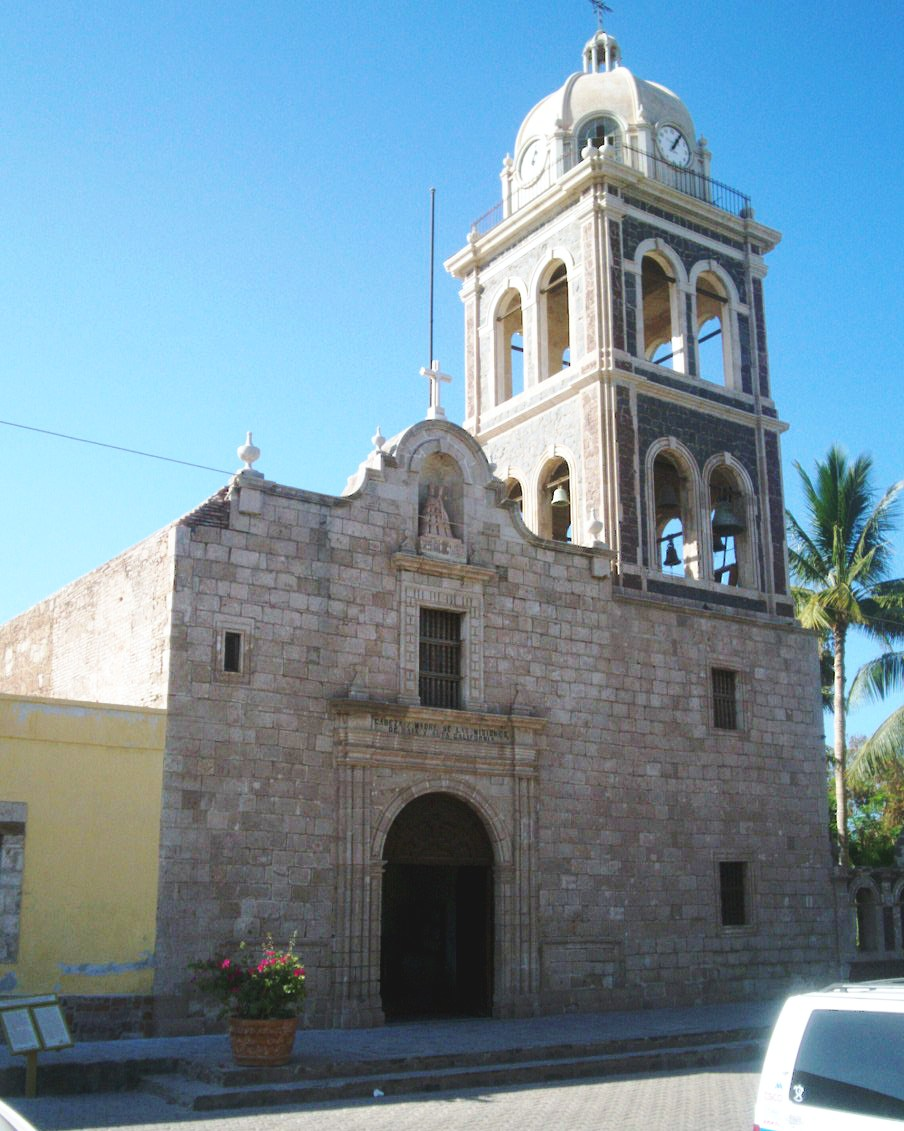
縮減地的中心均爲主教座堂。圖爲墨西哥南下加利福尼亞州洛雷托的主教座堂。

縮減地（英語：reduction），又稱聚集地（西班牙語：congregación），是西班牙帝國在西班牙语美洲與西屬東印度群島（菲律宾）建立的一種聚居地。西班牙統治者將其殖民地的原住民（los indios）遷移至仿照西班牙城市建立的聚居地（常是強制性的）。在使用葡萄牙語的拉丁美洲，這種縮減地又稱「村莊」（aldeia），即原住民村。

## 詞源
- Reducción，西班牙語，意爲收縮，縮小，減少。[1]
- Congregación，西班牙語，意爲集會，會眾，團體；人或物的群集。[2]
- Aldeia，葡萄牙語，意爲村莊，村落。在巴西尤指原住民部落的村莊。[3]

## 北美洲
在 1520 年代埃爾南·科爾特斯進行的征服行動之後不久，西班牙人就開始在墨西哥興建縮減地。在下加利福尼亞州是在17世紀開始，在加利福尼亞州則在18世紀晚期開始。墨西哥的縮減地常被稱為 congregaciones。

## 加勒比海地區
1503 年，西班牙殖民者在加勒比海地區的島嶼上開始推行縮減地。以西班牙殖民者的話來說，“有必要將印第安人分配到城鎮，讓他們共同生活，不至於在偏遠地區彼此隔離或流動。” 西班牙人下令摧毀印第安村莊，並選擇建造新村莊的地點。將原住民集中使得西班牙人更容易利用其勞動力、傳播基督教、徵收稅收和貢品。 此外，縮減地的目標還有打破原住民原有的種族和親屬關係，使居民脫離部落，不顧諸多部落的各種文化與差異，創造泛印地安民族。

## 南美洲
在弗朗西斯科·德·托萊多總督統治期間，於1570年開始在安第斯山區大規模推行縮減地，主要是在今天的秘魯和玻利維亞。托萊多想要改造原印加帝國的社會，在數年中將約 140 萬原印加帝國人民安置到 840 個社區，許多社區後來成為今日城市、城鎮和村莊的核心。 在 17 和 18 世紀，在今天的巴拉圭和阿根廷、巴西和玻利維亞的相鄰地區，耶穌會創建和管理了著名的耶穌會縮減地。

## 菲律賓群島
西班牙殖民政府在整個菲律賓群島，仿照西班牙的形式建立了數百個城鎮和村莊。當局經常將居民從分散的鄰里（barrio）或描籠涯（badangay，村莊），遷移集中到地區首府（ cabecera），首府有一座新建的教堂和 ayuntamiento（市政廳）。 這使殖民政府能對付、控制原住民並使其皈依基督教，進行人口統計與徵物課稅。在鄰近的馬里亞納群島也採行了類似措施。